# Короткі зустрічі на довгій війні
«Короткі зустрічі на довгій війні» — радянський художній фільм 1975 року, знятий режисерами Абдусаломом Рахімовим і Станіславом Чапліним на кіностудії «Таджикфільм».

## Сюжет
Фільм-спогад про юнацьке кохання до Гульшод, що стало для Рустама сенсом усього життя. Поет Рустам, вже після війни, пишучи вірші, згадує своє дитинство в далекому гірському аулі, школу, любов до сусідської дівчинки Гульшод. Як Гульшод вперше побачивши літак прийшла у захват і захворіла небом. Але почалася совєцько-німецька війна, його призвали на фронт і він нічого не знав про Гульшод. Рустам став військовим кореспондентом, і випадково зустрів на фронті Гульшод — яка стала льотчиком-винищувачем. Потім їм доведеться зустрітися тільки раз — під час короткої стоянки санітарного поїзда, в якому їхав в тил поранений Рустам. Він шукав її, і вже після війни дізнався, що Гульшод загинула зробивши повітряний таран.

## У ролях
- Тамара Шакірова — Гульшод
- Акіф Магеррамов — Рустам
- Галіб Ісламов — Умар
- Віктор Павлов — Баранцев
- Галя Нуртинова — Гульшод в дитинстві
- Бахром Алі-заде — Рустам в дитинстві
- Костя Бегізов — Умар в дитинстві
- Абдульхайр Касимов — батько Умара

Фільм дубльований на російську мову на Кіностудії ім. М. Горького, режисер дубляжу Віталій Войтецький.

## Знімальна група
- Режисери — Абдусалом Рахімов, Станіслав Чаплін
- Сценарист — Аркадій Інін
- Оператор — Володимир Ільїн
- Композитори — Фіруз Бахор, Толіб-хон Шахіді
- Художник — Гурген-Гога Мірзаханов